# Liste der Einträge im National Register of Historic Places in Gloucester (Massachusetts)

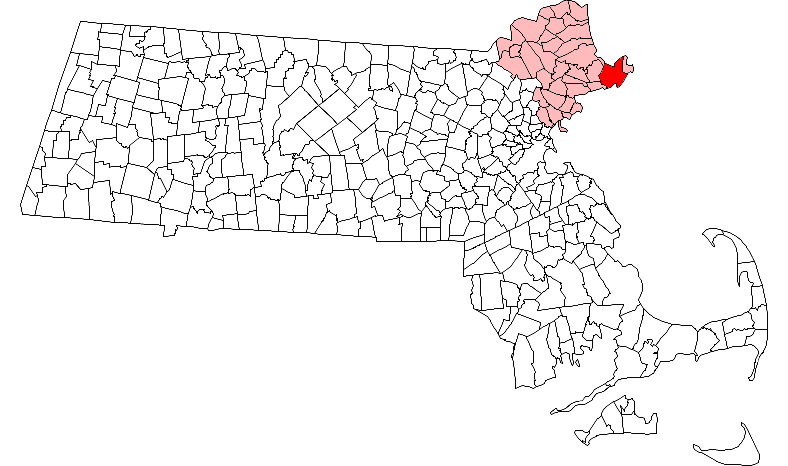
Gloucester im Essex County

Die Liste der Einträge im National Register of Historic Places in Gloucester enthält alle Einträge in das National Register of Historic Places auf dem Gebiet der Stadt Gloucester im Bundesstaat Massachusetts der Vereinigten Staaten.
Die darüber hinausgehenden Einträge des Essex County sind in der Liste der Einträge im National Register of Historic Places im Essex County dargestellt.

## Legende
| NRHP | Historic Place    |
| NHL  | Historic Landmark |
| HD   | Historic District |

## Aktuelle Einträge in Gloucester
| [ 1 ] | Name                                              | Bild                                              | Eintragsdatum                  | Lage                                                                    | Ort        | Beschreibung                                                                  |
| ----- | ------------------------------------------------- | ------------------------------------------------- | ------------------------------ | ----------------------------------------------------------------------- | ---------- | ----------------------------------------------------------------------------- |
| 1     | Adventure (Schiff)                                | weitere Bilder                                    | 11. Dez. 1989 ID-Nr. 89002054  | Innenhafen von Gloucester 42° 36′ 52,6″ N, 70° 39′ 5,8″ W               | Gloucester |                                                                               |
| 2     | Annisquam Bridge                                  | Annisquam Bridge                                  | 23. Juni 1983 ID-Nr. 83000572  | 42° 39′ 18″ N, 70° 40′ 32,4″ W                                          | Gloucester |                                                                               |
| 3     | Annisquam Harbor Light Station                    | weitere Bilder                                    | 15. Juni 1987 ID-Nr. 87001526  | Wigwam Pt. 42° 39′ 49″ N, 70° 40′ 31,1″ W                               | Gloucester |                                                                               |
| 4     | Babson-Alling House                               | Babson-Alling House                               | 26. Apr. 1996 ID-Nr. 96000472  | 245 Washington St. 42° 37′ 22,8″ N, 70° 40′ 33,2″ W                     | Gloucester |                                                                               |
| 5     | Sleeper-McCann House (Beauport)                   | Sleeper-McCann House (Beauport)                   | 26. Apr. 1976 ID-Nr. 76000246  | 75 Eastern Point Boulevard 42° 35′ 28″ N, 70° 39′ 38,2″ W               | Gloucester | Seit 2003 National Historic Landmark.                                         |
| 6     | Central Gloucester Historic District              | Central Gloucester Historic District              | 8. Juli 1982 ID-Nr. 82001881   | 42° 36′ 46,1″ N, 70° 39′ 55,1″ W                                        | Gloucester |                                                                               |
| 7     | Davis-Freeman House                               | Davis-Freeman House                               | 9. März 1990 ID-Nr. 90000214   | 302 Essex St. 42° 36′ 38,2″ N, 70° 42′ 32″ W                            | Gloucester |                                                                               |
| 8     | Dyke-Wheeler House                                | Dyke-Wheeler House                                | 9. März 1990 ID-Nr. 90000215   | 144 Wheeler St. 42° 38′ 35,9″ N, 70° 40′ 50,9″ W                        | Gloucester |                                                                               |
| 9     | East Gloucester Square Historic District          | East Gloucester Square Historic District          | 26. Apr. 1996 ID-Nr. 96000471  | 42° 36′ 28,1″ N, 70° 39′ 6,8″ W                                         | Gloucester |                                                                               |
| 10    | Eastern Point Light Station                       | weitere Bilder                                    | 30. Sep. 1987 ID-Nr. 87002027  | Eastern Pt. 42° 34′ 37,9″ N, 70° 39′ 51,8″ W                            | Gloucester |                                                                               |
| 11    | First Parish Burial Ground                        | First Parish Burial Ground                        | 26. Feb. 2010 ID-Nr. 10000040  | 122-R Centennial Ave. 42° 37′ 2,6″ N, 70° 40′ 23,2″ W                   | Gloucester |                                                                               |
| 12    | Wracks der Frank A. Palmer und der Louis B. Crary | Wracks der Frank A. Palmer und der Louis B. Crary | 8. März 2006 ID-Nr. 06000107   | Stellwagen Bank National Marine Sanctuary                               | Gloucester |                                                                               |
| 13    | Front Street Block                                | Front Street Block                                | 8. Mai 1974 ID-Nr. 74000369    | West End, 55-71 Main St. 42° 36′ 45″ N, 70° 39′ 55,1″ W                 | Gloucester |                                                                               |
| 14    | Gloucester City Hall                              | Gloucester City Hall                              | 8. Mai 1973 ID-Nr. 73000297    | Dale Ave. 42° 36′ 50″ N, 70° 39′ 47,2″ W                                | Gloucester |                                                                               |
| 15    | Gloucester Fisherman’s Memorial                   | Gloucester Fisherman’s Memorial                   | 7. Mai 1996 ID-Nr. 96000473    | S. Stacy Boulevard 42° 36′ 36″ N, 70° 40′ 17″ W                         | Gloucester |                                                                               |
| 16    | Gloucester Net and Twine Company                  | Gloucester Net and Twine Company                  | 26. Apr. 1996 ID-Nr. 96000474  | Maplewood Ave. 42° 37′ 14,9″ N, 70° 40′ 7″ W                            | Gloucester |                                                                               |
| 17    | Hammond Castle                                    | Hammond Castle                                    | 8. Mai 1973 ID-Nr. 73000298    | 80 Hesperus Ave. 42° 35′ 6″ N, 70° 41′ 35,2″ W                          | Gloucester |                                                                               |
| 18    | Edward Harraden House                             | Edward Harraden House                             | 9. März 1990 ID-Nr. 90000212   | 12-14 Leonard St. 42° 39′ 13″ N, 70° 40′ 46,9″ W                        | Gloucester |                                                                               |
| 19    | William Haskell House                             | William Haskell House                             | 9. März 1990 ID-Nr. 90000217   | 11 Lincoln St. 42° 37′ 37,9″ N, 70° 44′ 17,9″ W                         | Gloucester |                                                                               |
| 20    | Ella Proctor Herrick House                        | Ella Proctor Herrick House                        | 9. März 1990 ID-Nr. 90000213   | 257 Concord St. 42° 38′ 33″ N, 70° 43′ 26″ W                            | Gloucester | Im Register unzutreffend unter der Adresse 189 Concord Street eingetragen.    |
| 21    | Wrack der Joffre                                  | Wrack der Joffre                                  | 16. Jan. 2009 ID-Nr. 08000887  | Stellwagen Bank National Marine Sanctuary                               | Gloucester |                                                                               |
| 22    | Wrack der Lamartine                               | Wrack der Lamartine                               | 7. März 2012 ID-Nr. 12000067   | Stellwagen Bank National Marine Sanctuary                               | Gloucester |                                                                               |
| 23    | Fitz Henry Lane House                             | Fitz Henry Lane House                             | 1. Juli 1970 ID-Nr. 70000837   | Rogers St. 42° 36′ 41″ N, 70° 39′ 36″ W                                 | Gloucester |                                                                               |
| 24    | Norwood-Hyatt House                               | Norwood-Hyatt House                               | 26. Okt. 2000 ID-Nr. 00001272  | 704 Washington St. 42° 39′ 4″ N, 70° 40′ 26″ W                          | Gloucester |                                                                               |
| 25    | Oak Grove Cemetery                                | Oak Grove Cemetery                                | 3. Apr. 1975 ID-Nr. 75000263   | 42° 37′ 9,8″ N, 70° 40′ 14,2″ W                                         | Gloucester |                                                                               |
| 26    | Our Lady of Good Voyage Church                    | Our Lady of Good Voyage Church                    | 10. Mai 1990 ID-Nr. 90000706   | 136-144 Prospect St. und 2-4 Taylor St. 42° 37′ 0,8″ N, 70° 39′ 28,1″ W | Gloucester |                                                                               |
| 27    | Wrack der Portland                                | Wrack der Portland                                | 13. Jan. 2005 ID-Nr. 04001473  | Stellwagen Bank National Marine Sanctuary                               | Gloucester |                                                                               |
| 28    | Puritan House                                     | Puritan House                                     | 28. Mai 1976 ID-Nr. 76000244   | 3 Washington St. und 2 Main St. 42° 36′ 41″ N, 70° 40′ 0,1″ W           | Gloucester |                                                                               |
| 29    | Rocky Neck Historic District                      |                                                   | 24. Aug. 2017 ID-Nr. 100001502 | 42° 36′ 12,9″ N, 70° 39′ 16,5″ W                                        | Gloucester |                                                                               |
| 30    | Sargent-Robinson House                            |                                                   | 20. Dez. 2016 ID-Nr. 16000870  | 972 & 974 Washington St. 42° 40′ 16″ N, 70° 39′ 54″ W                   | Gloucester |                                                                               |
| 31    | George O. Stacy House                             | George O. Stacy House                             | 8. Juli 1982 ID-Nr. 82004963   | 107 Atlantic Rd. 42° 36′ 29,9″ N, 70° 38′ 3,1″ W                        | Gloucester | Heute das Bass Rocks Inn.                                                     |
| 32    | Ten Pound Island Light                            | Ten Pound Island Light                            | 4. Aug. 1988 ID-Nr. 88001179   | Hafen von Gloucester 42° 36′ 6,8″ N, 70° 39′ 55,8″ W                    | Gloucester |                                                                               |
| 33    | Webster-Lane House                                | Webster-Lane House                                | 26. Apr. 1996 ID-Nr. 96000475  | 304 Main St. 42° 36′ 56,5″ N, 70° 39′ 24,1″ W                           | Gloucester |                                                                               |
| 34    | White-Ellery House                                | White-Ellery House                                | 9. März 1990 ID-Nr. 90000216   | 247 Washington St. 42° 37′ 23,2″ N, 70° 40′ 34″ W                       | Gloucester | Im Register unzutreffend unter der Adresse 244 Washington Street eingetragen. |
| 35    | Whittemore House                                  | Whittemore House                                  | 9. März 1990 ID-Nr. 90000218   | 179 Washington St. 42° 37′ 7″ N, 70° 40′ 27,8″ W                        | Gloucester |                                                                               |